# Clarendon, Pennsylvania
Clarendon là một thị trấn thuộc quận Warren, tiểu bang Pennsylvania, Hoa Kỳ. Năm 2010, dân số của thị trấn này là 450 người.